# Hanspeter Zwicker
Hanspeter Zwicker (ur. 7 kwietnia 1960 w St. Gallen) – szwajcarski piłkarz grający na pozycji napastnika. W swojej karierze rozegrał 25 meczów i strzelił 1 gola w reprezentacji Szwajcarii.

## Kariera klubowa
Swoją karierę piłkarską Zwicker rozpoczął w klubie SC Brühl. Grał w nim w sezonie 1976/1977. W 1977 roku przeszedł do FC Zürich, grającego w pierwszej lidze szwajcarskiej. W sezonie 1980/1981 wywalczył z klubem z Zurychu tytuł mistrza Szwajcarii.
W 1983 roku Zwicker przeszedł do Lausanne Sports. Występował w nim przez rok. W 1984 roku został zawodnikiem FC Sankt Gallen. W 1987 roku został wypożyczony do FC Wettingen. W sezonie 1987/1988 ponownie grał w Sankt Gallen. W sezonie 1988/1989 występował w Neuchâtel Xamax. W 1989 roku zakończył w nim swoją karierę.
| Sezon   | Klub            | Kraj       | Rozgrywki      | Mecze | Bramki |
| ------- | --------------- | ---------- | -------------- | ----- | ------ |
| 1976/77 | SC Brühl        | Szwajcaria | Nationalliga B | ?     | ?      |
| 1977/78 | FC Zürich       | Szwajcaria | Nationalliga A | ?     | ?      |
| 1978/79 | FC Zürich       | Szwajcaria | Nationalliga A | 28    | 13     |
| 1979/80 | FC Zürich       | Szwajcaria | Nationalliga A | 23    | 8      |
| 1980/81 | FC Zürich       | Szwajcaria | Nationalliga A | 25    | 12     |
| 1981/82 | FC Zürich       | Szwajcaria | Nationalliga A | 23    | 10     |
| 1982/83 | FC Zürich       | Szwajcaria | Nationalliga A | 25    | 4      |
| 1983/84 | Lausanne Sports | Szwajcaria | Nationalliga A | 5     | 0      |
| 1984/85 | FC Sankt Gallen | Szwajcaria | Nationalliga A | 26    | 10     |
| 1985/86 | FC Sankt Gallen | Szwajcaria | Nationalliga A | 14    | 0      |
| 1986/87 | FC Sankt Gallen | Szwajcaria | Nationalliga A | 15    | 6      |
| 1986/87 | FC Wettingen    | Szwajcaria | Nationalliga A | 5     | 2      |
| 1987/88 | FC Sankt Gallen | Szwajcaria | Nationalliga A | 33    | 16     |
| 1988/89 | Neuchâtel Xamax | Szwajcaria | Nationalliga A | 22    | 4      |

## Kariera reprezentacyjna
W reprezentacji Szwajcarii Zwicker zadebiutował 16 grudnia 1980 w przegranym 0:5 towarzyskim meczu z Argentyną, rozegranym w Córdobie. W swojej karierze grał w: eliminacjach do MŚ 1982, do Euro 84, do MŚ 1986 i do Euro 88. Od 1989 do 1992 roku rozegrał w kadrze narodowej 22 mecze i zdobył 1 gola.